# Mer des Faluns
La mer des Faluns est une ancienne mer aujourd'hui disparue ayant recouvert l'Ouest de la France il y a environ 16 à 3,5 Ma (millions d'années). Elle s'étendait de la Normandie jusqu'en Vienne en formant un bras de mer passant par la Bretagne, l'Anjou, la Touraine et le Blésois.
Après son retrait elle laissera derrière elle une roche riche en débris coquilliers appelée le falun. Elle doit donc son nom à cette roche sédimentaire connue pour être extrêmement riche en fossiles.

## Description
Cette mer peu profonde dont la bathymétrie moyenne était de 25 m est située sur le plateau continental européen. Elle remplit un golfe de Loire à l'emplacement de l'Ille-et-Vilaine, de l'Anjou, de la Touraine et du Blésois, avec une extension vers le sud jusqu’à Amberre (Vienne) à une vingtaine de kilomètres au nord-ouest de Poitiers. 
Cette mer séparait autrefois du Bassin parisien l'île que constituait le Massif armoricain — surélevé — de Bretagne. C'est une mer tempérée à tempérée-chaude dont la température a été estimée à 22 °C. 
Les gisements de faluns sont très riches en restes d'animaux fossiles. On y trouve de nombreux bryozoaires, des coquillages, des poissons dont des requins et raies, des reptiles, des mammifères terrestres et marins, de rares oiseaux et quelques restes de bois.
Il y a eu en réalité trois mers des Faluns. À trois reprises, la mer est venue transgresser sur le continent pour y déposer une roche riche en débris coquilliers appelée le falun.

## Histoire géologique
Pendant la majeure partie du Paléogène, le Massif armoricain, émergé depuis le Carbonifère, reste encore en dehors de l'influence maritime. À partir de l'Oligocène, les incursions marines (nommées aussi transgressions) provenant de l'Atlantique se font de plus en plus importantes avec des dépôts marins comme :
- Quessoy (Côtes-d'Armor) ;
- Nort-sur-Erdre (Loire-Atlantique) ;
- Saffré (Loire-Atlantique) ;
- Chartres-de-Bretagne (Ille-et-Vilaine).

À la fin du Miocène moyen, au Serravallien, la transgression marine atteint son maximum.
Les dépôts marins sont visibles dans :
- le Golfe d'Anvers ;
- le Golfe de la Manche occidentale ;
- le Golfe de la Loire ;
- le Golfe d'Aquitaine ;
- les Fosses préalpines (molasse).

Ces dépôts serravalliens se présentent sous la forme de sables ou calcaire coquilliers appelés Faluns.

## Gisements

### Faluns de Bretagne
En Bretagne, ces faluns sont connus :
- par des gisements au sud de Dinan : le Calcaire du Quiou (Le Quiou, Tréfumel, Saint-Juvat) ;
- au sud : Médréac, Plouasne, Landujan ;
- à l'est : Dingé, Feins, Gahard, Guipel, Saint-Sauveur-des-Landes ;
- près de Rennes, où ils ont été observés et exploités :
  - Falun de Saint-Grégoire (Saint-Grégoire),
  - Falun de Chartres-de-Bretagne  (Chartres-de-Bretagne, Bruz) ;
- d'autres sont localisés à Lohéac, Noyal-sur-Brutz, Coësmes, Erbray, Vertou.

### Faluns de Vendée
- Challans

### Faluns de Normandie
En Normandie, ces faluns sont connus :
- par des gisements à Gouville-sur-Mer et Picauville.

### Faluns d'Anjou-Touraine et du Blésois
En Anjou, en Touraine et dans le Blésois, ces faluns sont connus par des gisements à :
- Chalonnes-sur-Loire ;
- Chazé-Henry ;
- Doué-la-Fontaine ;
- Louresse-Rochemenier ;
- Noëllet ;
- Noyant... ;
- Saint-Laurent-de-Lin ;
- Savigné-sur-Lathan ;
- Channay-sur-Lathan :
- Pontlevoy.

### Faluns du Poitou
En Poitou, ces faluns sont connus par des gisements à :
- Mirebeau.

## Paléobiodiversité
La mer des Faluns a abrité une paléobiodiversité remarquable. La plupart des espèces sont très proches de ce que l'on retrouve actuellement dans les mers de la zone subtropicale.
- Poissons cartilagineux et poissons osseux : plus de 20 espèces de requins comme le célèbre mégalodon, une dizaine d'espèces de raies, une rare chimère, une quinzaine d'espèces de poissons osseux.
- Mammifères marins : quelques rares ossements de phoque de l'espèce Phocanella couffoni, de nombreux ossements de Metaxytherium medium proche des dugongs actuels, des cétacés comme la petite baleine Pelocetus mirabilis dont l'espèce-type est conservé au Muséum des sciences naturelles d'Angers et une dizaine espèces de dauphins.
- Mollusques : de très nombreuses espèces de Gastéropodes, Lamellibranches, Scaphopodes.
- Échinodermes : une dizaine d'espèces d'oursins, quelques rares restes de crinoïdes et d'astérides.
- Crustacés : quelques espèces de crabes et d'araignées de mer.
- Bryozoaires : plus de 150 espèces avec quelques associations symbiotiques avec des Coraux.
- Coraux : plusieurs espèces, toutes solitaires.

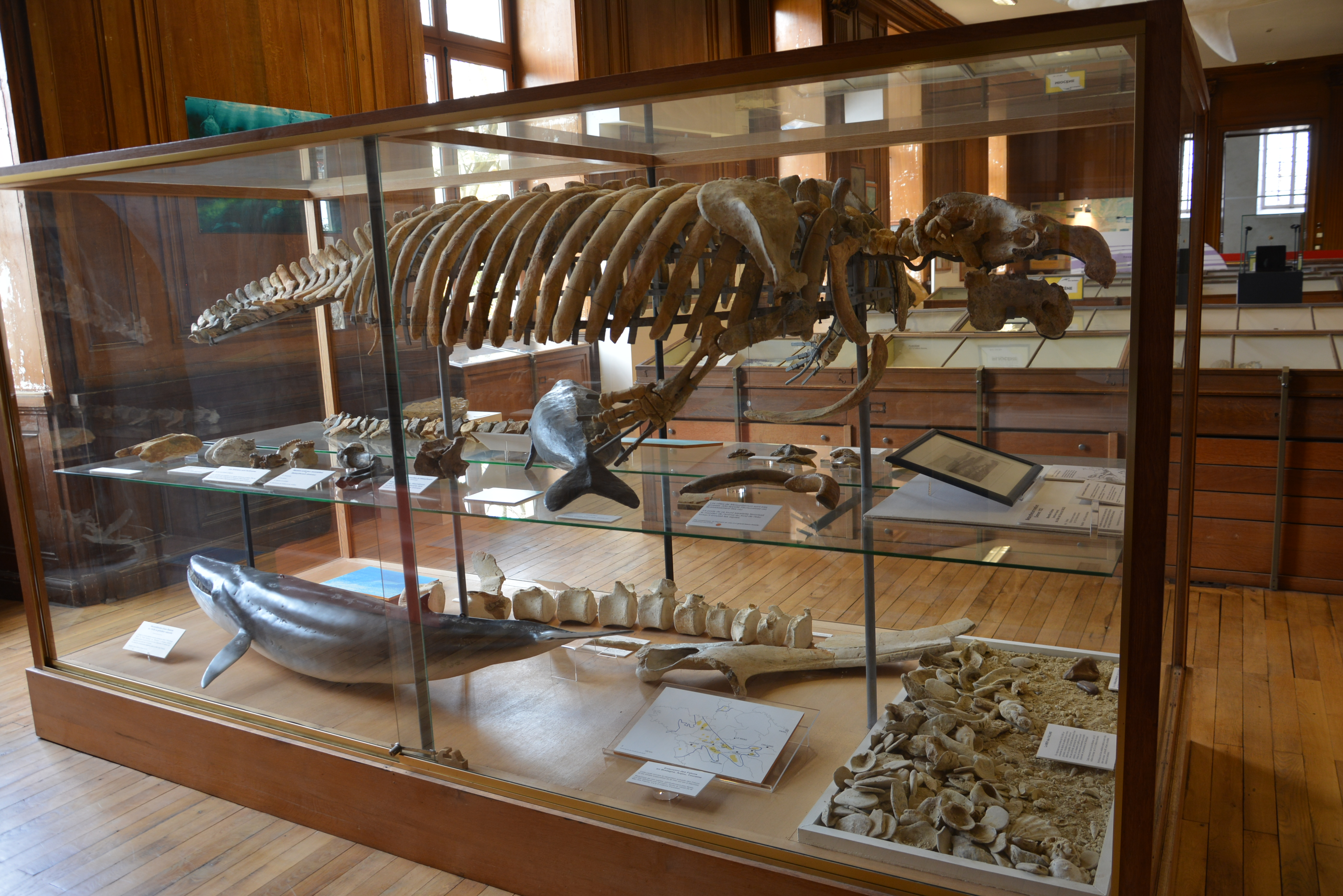
Squelette composite de Metaxytherium medium, Collection Muséum d'Angers
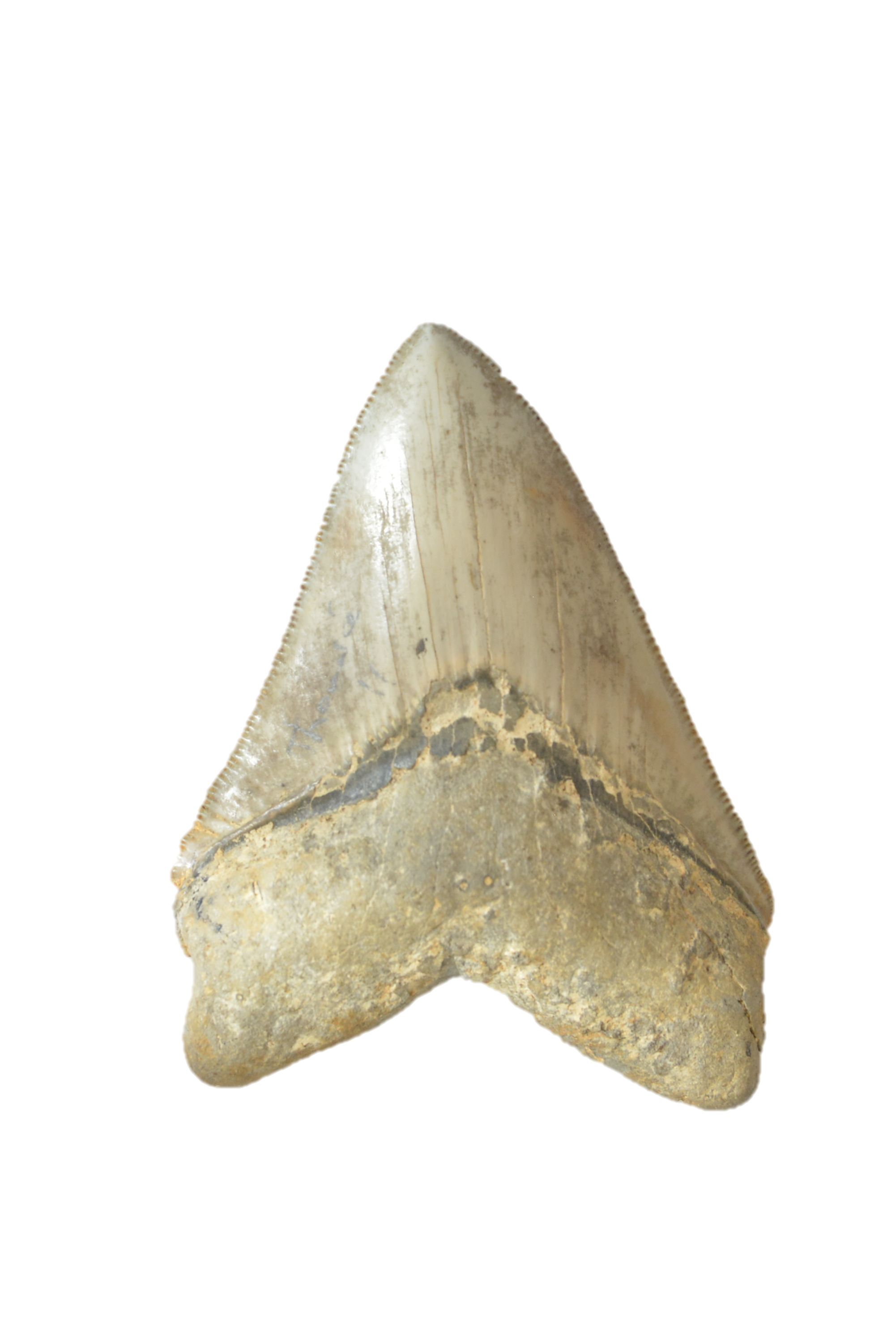
Dent d' Otodus megalodon, Thouarcé (49), Collection Muséum d'Angers